# Kaukasische talen
Met de term Kaukasische talen worden talen aangeduid die gesproken worden in het Kaukasusgebied. Het Kaukasusgebergte staat ook wel bekend als de "Berg der talen".
Het begrip "Kaukasische talen" is in hoofdzaak geografisch en vrijwel niet taalkundig. De talen behoren tot twee of drie afzonderlijke taalfamilies, die niet of vrijwel niet met elkaar verwant zijn. Dit zijn de: 
- Kartveelse talen (Zuid-Kaukasisch),
- Noordwest-Kaukasische talen (Abchazo-Adygeïsch),
- Noordoost-Kaukasische talen (Nach-Dagestaans)).

De laatste twee taalfamilies vormen samen de Noord-Kaukasische taalfamilie. 
In de Kaukasus worden er ook talen gesproken die tot andere taalfamilies behoren, zoals het Indo-Europese Ossetisch en het Turkse Karatsjaj-Balkaars. Deze talen worden doorgaans niet "Kaukasisch" genoemd.